# Вейкат, Воотеле Тынувич
Во́отеле Ты́нувич Ве́йкат (1907—1980) — советский эстонский оперный певец (баритон).

## Биография
Родился 19 апреля 1907 года на территории современной Польши. Окончил Таллиннскую гимназию для мальчиков.
В 1927—1935 годах учился в студии пению у преподавателя Тенно Вирони. В 1930—1931 годах учился в Таллинской консерватории (по классу пения, преподаватель А. К. Ардер). С 1928 года пел в хоре, а в 1932—1963 годах — солист театра «Эстония» в Таллине. В 1937 году стажировался в Париже у известного музыкального педагога Г. Гунелли. Умер 24 апреля 1980 года. Похоронен в Таллине на Лесном кладбище.

## Творчество
- «Пиковая дама» П. И. Чайковского — Елецкий, Томский
- «Князь Игорь» А. П. Бородина — Князь Игорь
- «Кармен» Ж. Бизе — Эскамильо
- «Демон» А. Г. Рубинштейна — Демон
- «Евгений Онегин» П. И. Чайковского — Онегин
- «Паяцы» Р. Леонкавалло — Сильвио
- «Галька» С. Монюшко — Януш
- «Викерцы» Э. Аава — Олав
- «Тоска» Дж. Пуччини — Скарпиа
- «Девушка с Запада» Дж. Пуччини — Джек Рэнс
- «Тихий Дон» И. И. Дзержинского — Евгений Листницкий
- «Трубадур» Дж. Верди — граф Ди Луна
- «Русалка» А. Дворжака — Шафер
- «Берег бурь» Г. Г. Эрнесакса — граф Унгру

## Признание
- заслуженный артист Эстонской ССР (1950)
- Сталинская премия третьей степени (1951) — за исполнение партии графа Унгру в оперном спектакле «Берег бурь» Г. Г. Эрнесакса, поставленный на сцене ГАТОБ Эстонской ССР